# Callimoxys primordialis
Callimoxys primordialis är en skalbaggsart som beskrevs av Henry Frederick Wickham 1911. Callimoxys primordialis ingår i släktet Callimoxys och familjen långhorningar. Inga underarter finns listade.